# Satoru Mochizuki
Satoru Mochizuki (jap. 望月 聡 Mochizuki Satoru; ur. 18 maja 1964) – japoński piłkarz, reprezentant kraju.

## Kariera klubowa
Od 1987 do 1996 roku występował w klubach: NKK, Urawa Reds i Kyoto Purple Sanga.

## Kariera reprezentacyjna
W reprezentacji Japonii zadebiutował w 1988. W reprezentacji Japonii występował w latach 1988-1989. W sumie w reprezentacji wystąpił w 7 spotkaniach.

## Statystyki
| Reprezentacja Japonii | Reprezentacja Japonii | Reprezentacja Japonii |
| Rok                   | Mecze                 | Gole                  |
| --------------------- | --------------------- | --------------------- |
| 1988                  | 3                     | 0                     |
| 1989                  | 4                     | 0                     |
| Razem                 | 7                     | 0                     |